# Жимолость
Жи́молость або деревни́к (Lonicera) — рід прямостоячих, в'юнких чи сланких кущів; типовий рід родини жимолостеві. Відомо приблизно 155 видів, які зростають у помірних і субтропічних областях Північної півкулі й на південь до Малезії. В Україні — 3 місцеві види: жимолость блакитна (Lonicera caerulea L.), жимолость чорна (Lonicera nigra L.), жимолость звичайна (Lonicera xylosteum L.) і 2 натуралізовані: жимолость козолиста (Lonicera caprifolium L.), жимолость татарська (Lonicera tatarica L.).

## Ботанічний опис
Досить великі квітки (білі, рожеві, жовтуваті та блакитні) розташовані часто попарно в кутках листків чи на кінцях гілок в суцвіттях. Із слабо розвинутої чашечки виходить неправильний (у більшості) трубчастий віночок, розділений на кінці на п'ять частин; неправильність квіток, побудованих по п'ятірному плану, залежить від зростання трьох передніх пелюсток і нерівномірного їх розвитку, че́рез що віночок є двогубим; в трубці віночка п'ять тичинок і довгий стовпчик маточки.
Ягоди розміщені попарно, часто зростаються між собою.
Верхні листки в деяких видів (а в деяких і всі) зростаються разом, утворюючи одну спільну пластинку або широку облямівку, крізь яку проходить кінець гілки з квітами.

## Значення і застосування
Багато видів жимолості дуже часто розводять в садах як красиві декоративні кущі, придатні для груп, алей і альтанок; квітнуть на початку літа, тобто в кінці травня і до середини червня. Досить часто зустрічається на узліссях  жимолость справжня (Lonicera xylosteumalt) з жовто-білими квітами і червоними ягодами, листки знизу пухнасті. Висаджується часто в садах.
Інша, жимолость татарська (Lonicera tatarica), з рожевими квітками і гладкими листям, давно розмножується в садах, частіше попередньої.
В'юнка і пахуча жимолость духмяна (капріфоль або козяча, чи Шевр-Фель, Lonicera caprifolium L.), родом з Південної Європи, росте в Криму і Бессарабії, з червонуватими чи білими квітками, при відцвітанні жовтими: ягоди червоні.
Найпівнічніший український дикорослий вид — жимолость блакитна (Lonicera caerulea), з жовтуватими, майже правильними квітками і блакитнуватими ягодами, які утворюються кожна із пари плодів, що зрослись; найпівнічніша європейська — жимолость в’юнка (Lonicera periclymenum), в якої листки ніколи разом не зростаються (жимолость жирна, папороть духмяна). В садівництві відомі ще декілька американських видів.
На Кавказі відомі ще жимолость грузинська (Lonicera iberica), з червоно-жовтими квітками, і жимолость кавказька (Lonicera caucasica), з багряними квітками; плоди першої — червоні, другої — чорні; обидва види мають дуже щільну деревину, придатну для дрібних столярних виробів.
У горах Хінгана, біля річки Амур, відкрита жимолость Максимовича (Lonicera maximowiczii).
Плоди деяких видів жимолості їстівні, наприклад, жимолость їстівна.

## Класифікація
Рід налічує багато видів, кількість яких приблизно 100. Різні класифікації визнають різну кількість видів.
Деякі види
- Lonicera acuminata Wall.
- Lonicera albiflora Torr. & A.Gray
- Lonicera alpigena L.
- Lonicera arizonica Rehder
- Lonicera caerulea L. +
- Lonicera canadensis Bartram & W. Bartram ex Marshall
- Lonicera caprifolium L.
- Lonicera chrysantha Turcz. ex Ledeb.
- Lonicera ciliosa (Pursh) Poir. ex DC.
- Lonicera conjugialis Kellogg
- Lonicera demissa Rehder
- Lonicera dioica L.
- Lonicera edulis (жимолость їстівна)
- Lonicera etrusca Santi
- Lonicera ferdinandi Franch.
- Lonicera flava flava Sims
- Lonicera floribunda Boiss. & Buhse
- Lonicera fragrantissima Lindl. & Paxton
- Lonicera gracilipes Miq.
- Lonicera heterophylla Decne.
- Lonicera hirsuta Eaton
- Lonicera hispidula (Lindl.) Douglas ex Torr. & A. Gray +
- Lonicera interrupta Benth.
- Lonicera involucrata (Richardson) Banks ex Spreng. +
- Lonicera japonica Thunb.
- Lonicera korolkowii Stapf
- Lonicera maackii (Rupr.) Herder
- Lonicera maximowiczii (Rupr. ex Maxim.) Maxim.
- Lonicera morrowii A. Gray
- Lonicera nervosa Maxim.
- Lonicera nitida E. H. Wilson
- Lonicera oblongifolia (Goldie) Hook.
- Lonicera periclymenum L.
- Lonicera pileata Oliv.
- Lonicera praeflorens Batalin
- Lonicera reticulata Raf.
- Lonicera ruprechtiana Regel
- Lonicera saccata Rehder
- Lonicera sempervirens L.
- Lonicera standishii Jacques
- Lonicera subspicata Hook. & Arn. +
- Lonicera tatarica L. +
- Lonicera tatsienensis Franch.
- Lonicera utahensis S. Watson
- Lonicera villosa (Michx.) Schult. +
- Lonicera bella Zabel
- Lonicera heckrottii Rehder
- Lonicera minutiflora Zabel
- Lonicera notha Zabel
- Lonicera salicifolia Dieck ex Zabel
- Lonicera xylosteoides Tausch
- Lonicera xylosteum L.

## Фотогалерея

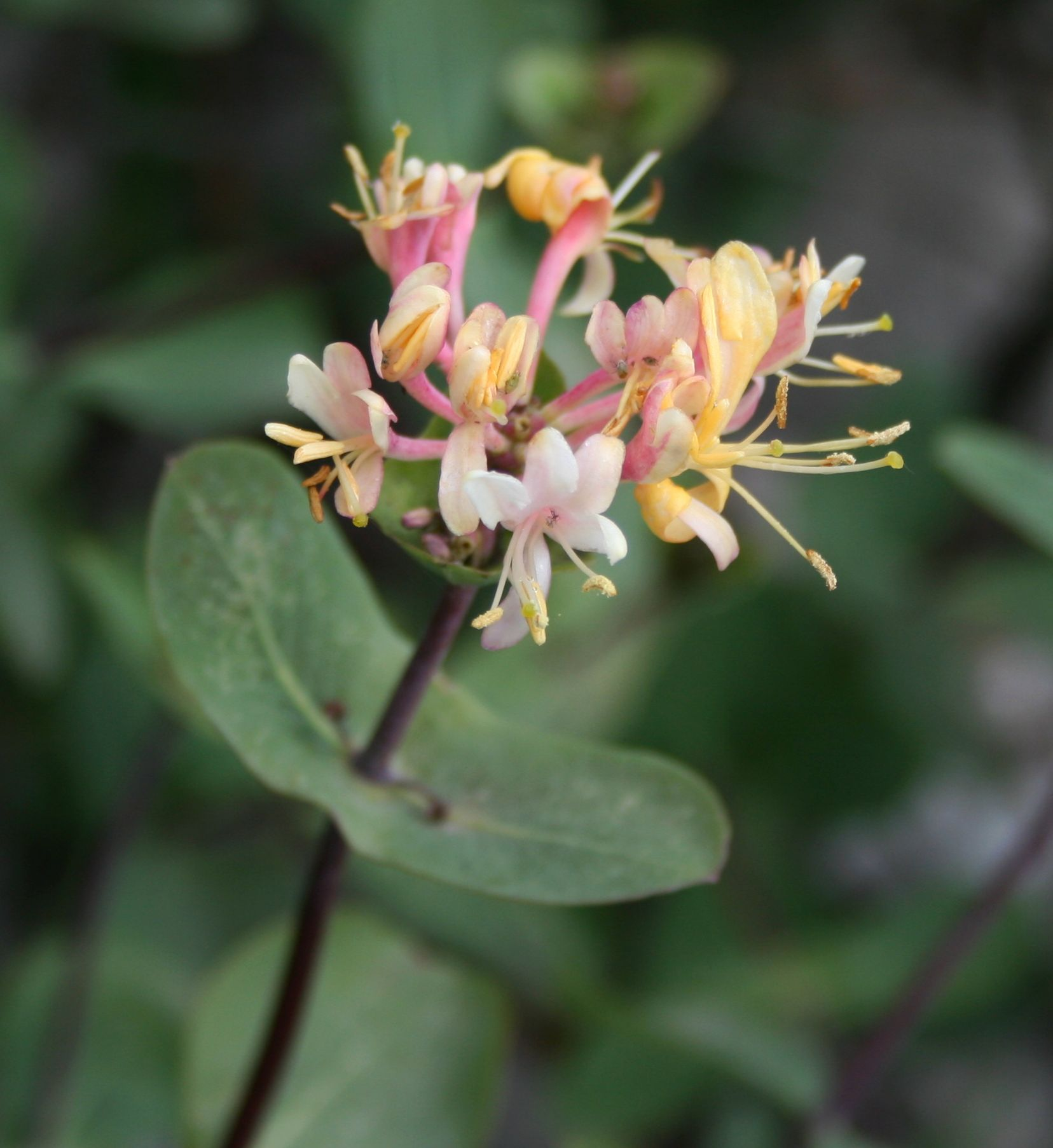
Суцвіття Lonicera etrusca
Листки та суцвіття Lonicera etrusca
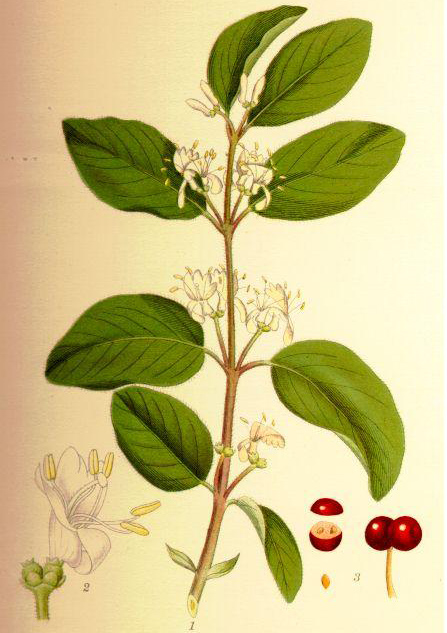
Ілюстрація Lonicera xylosteum з книги
Плід Lonicera implexa
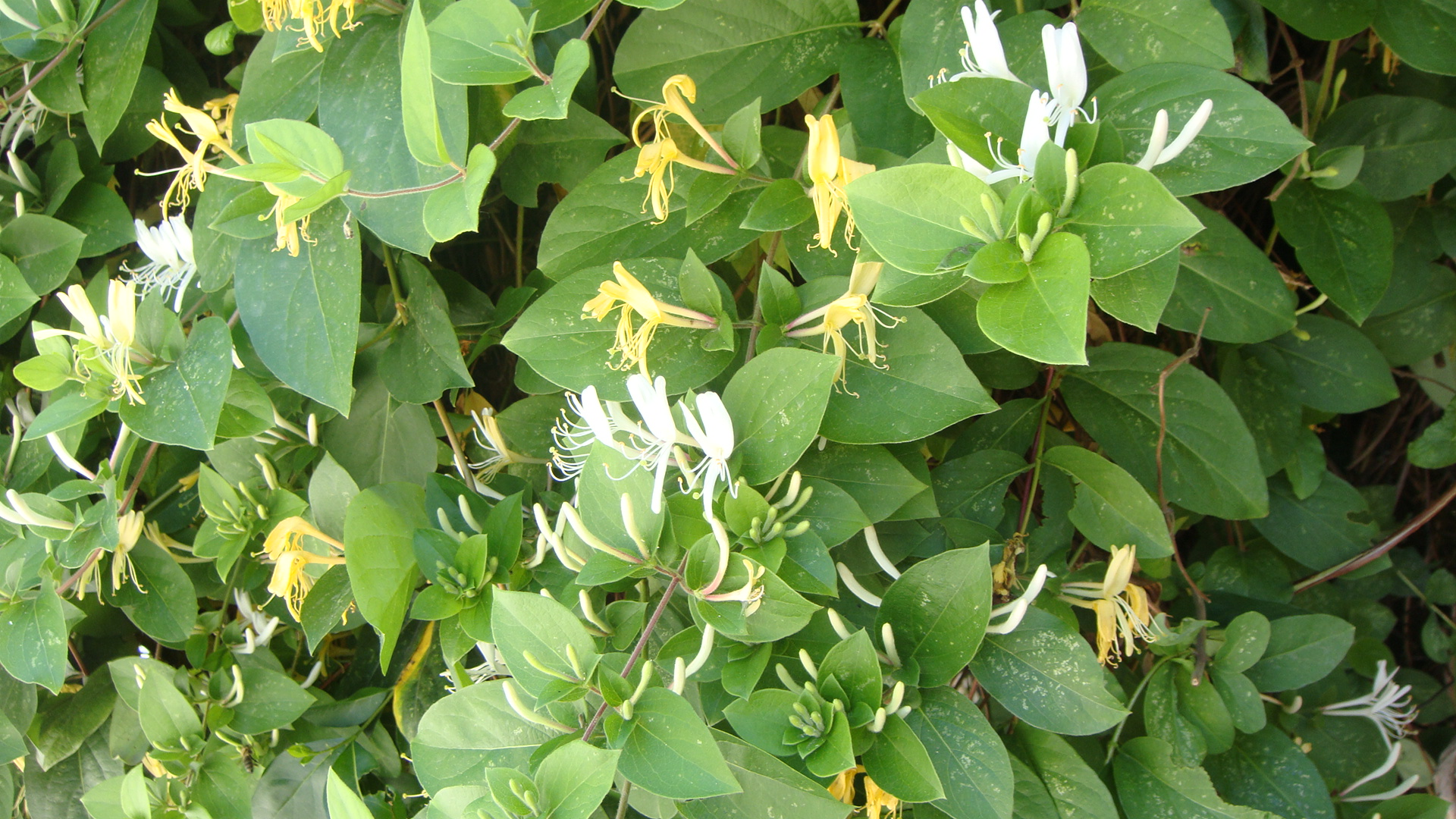
Листки Lonicera japonica
Суцвіття Lonicera periclymenum
Суцвіття Lonicera periclymenum
Листя Lonicera periclymenum
Суцвіття Lonicera periclymenum
Вид Lonicera sempervirens
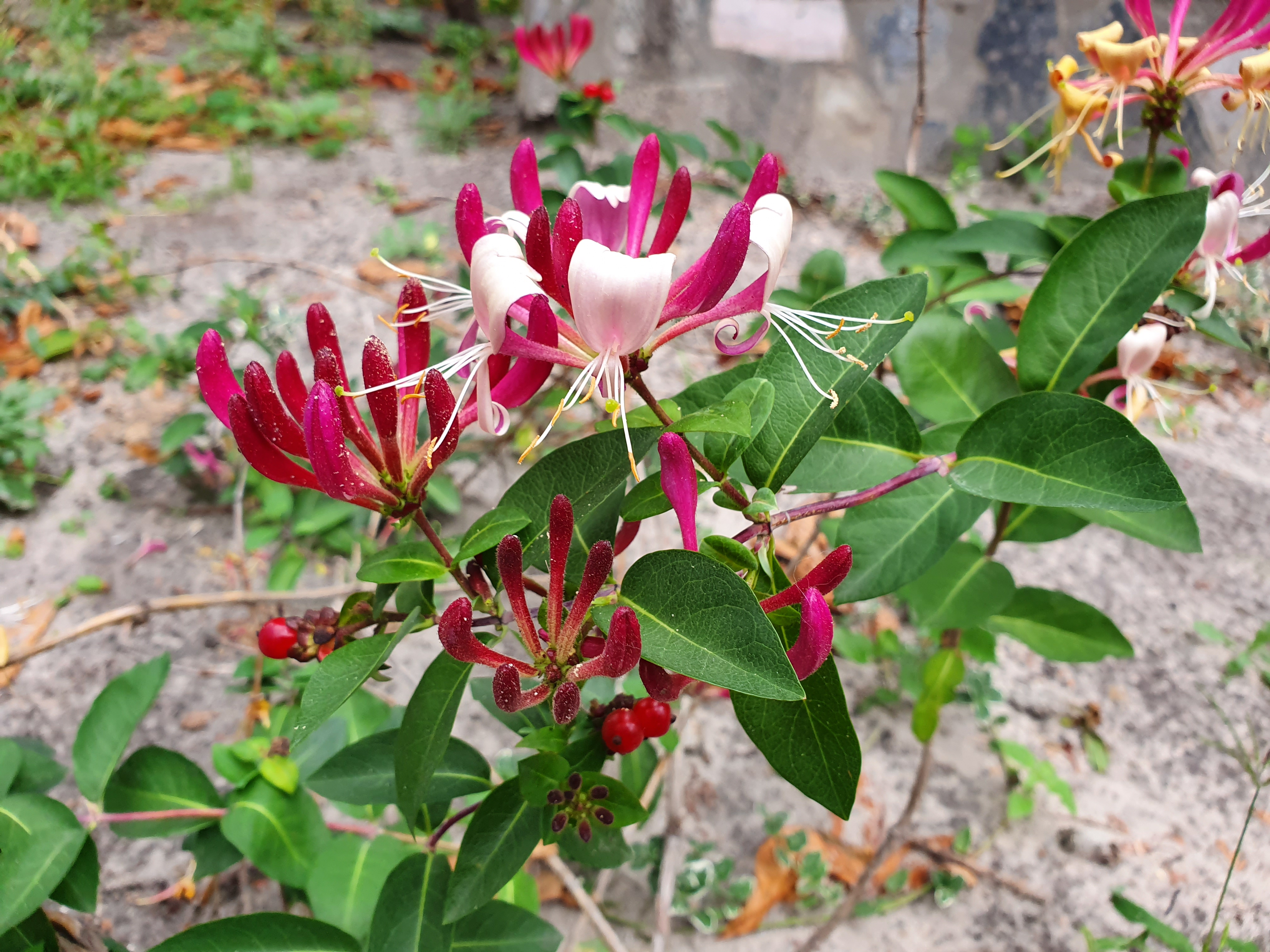
Жимолость виду Lonicera Periclymenum